# Arhysoceble dichroopoda
Arhysoceble dichroopoda är en biart som beskrevs av Jesus Santiago Moure 1948. Arhysoceble dichroopoda ingår i släktet Arhysoceble och familjen långtungebin. Inga underarter finns listade.